# Benetton B200
Der Benetton B200 war der Formel-1-Rennwagen von Benetton Formula für die Saison 2000; er wurde bei allen 17 Rennen der Saison eingesetzt.

## Technik und Entwicklung

### Technische Leitung
Der technische Direktor für die Entwicklung war Pat Symonds. Ihm unterstanden Tim Densham, der von Honda neu ins Benetton-Team kam, für die Konstruktion sowie Ben Agathangelou für die aerodynamische Form des Wagens.

### Motor
Motor war der FB02-V10-Saugmotor von Supertec, der unter dem Namen Playlife gemeldet wurde, mit einem Hubraum von 2998 cm³ und einem Zylinderbankwinkel von 71°. Er wog 117 kg, war 623 mm lang, 542 mm breit und 395 mm hoch. Der Motor leistete 589 kW (790 PS) bei 17.200/min. Damit erreichte der Wagen bis zu 345 km/h. Während der Winterpause wurde der Motorblock komplett neu konstruiert, um das Gewicht zu reduzieren sowie den Schwerpunkt nach unten zu senken; die Zylinderköpfe wurden ebenfalls angepasst. Der Motor war als tragendes Rahmenbauteil fest mit dem Chassis verbunden. Außerdem wurde der Motor an die neue Verordnung der FIA angepasst, dass alle Formel-1-Motoren ab der Saison 2000 mit konventionellem Treibstoff betrieben werden müssen.

### Getriebe und Chassis
Das selbstentwickelte sequentielle Halbautomatikgetriebe hatte sechs Gänge. Die Elektronik des Wagens sowie des Getriebes wurde selbst entwickelt. Die Vorderräder waren an einer Doppelquerlenkerachse mit Stabilisator, innenliegenden Federn und Stoßdämpfern, betätigt über Schubstangen mit Umlenkhebeln aus Titan, aufgehängt. Hinten war es ebenfalls eine Doppelquerlenkerachse mit innenliegenden Schraubenfedern und Stoßdämpfern, betätigt über Schubstangen. Das Chassis war ein gepresstes Kompositmonocoque aus CFK.

### Lieferanten
Die Reifen wurden von Bridgestone, der Treibstoff von Agip, die Bremsen von Brembo und die Motorenelektronik von Magneti Marelli geliefert.

## Renngeschichte
Der Wagen wurde am 17. Januar 2000 im Museu Nacional d’Art de Catalunya in Barcelona der Weltöffentlichkeit erstmals präsentiert. Laut dem technischen Direktor Pat Symonds wurde das neue Modell gegenüber dem vorherigen Wagen in jeder Hinsicht verbessert. Insbesondere die Aerodynamik wurde verbessert, nachdem sie letztes Jahr nicht zufriedenstellte. Tags darauf drehte Alexander Wurz erfolgreich mehrere Installationsrunden auf dem Circuit de Barcelona-Catalunya. Zwei Wochen nach der Präsentation wurden die letzten Aerodynamik-Bauteile am Wagen angebracht.
Die Saison startete gut, beim zweiten Rennen in Brasilien erzielte Giancarlo Fisichella den zweiten Platz hinter Michael Schumacher. Es folgten zwei weitere Podestplatzierungen für Fisichella. Wurz hingegen erreichte über die ganze Saison nur zwei Punkte mit dem fünften Platz in Italien. Bis Saisonende erzielte das Team 20 Punkte und lag damit punktegleich mit dem BAR-Team auf dem vierten Platz der Konstrukteurswertung. Allerdings belegte BAR den fünften Platz aufgrund von Fisichellas zweitem Platz in Brasilien. Fisichella erreichte mit 18 Punkten den sechsten Platz, Wurz mit zwei Punkten den 15. Platz in der Weltmeisterschaft. Über die Saison verteilt schied Benetton zehnmal aus, zweimal durch einen Motordefekt und sechsmal wegen Fahrfehlern und Unfällen.

## Lackierung und Sponsoring
Die Grundfarbe des Benetton B200 ist das typische Hellblau wie in den vergangenen Jahren, seitlich am Heckflügel und der vorderste Teil des Frontflügels sind weiß gehalten. Der Hauptsponsor Mild Seven platzierte sein Logo quer am Heckflügel, der Airbox, direkt vor dem Fahrer auf der Seite und seitlich am Frontflügel. Auf der Nase, am Frontflügel und seitlich am Heckflügel warb D2 Mannesmann, direkt vor den Seitenkästen Agip und am Seitenkasten Marconi. Am Bargeboard warben außerdem Korean Air und OMB.
Bei den Rennen in Großbritannien, Frankreich und den Vereinigten Staaten musste auf die Tabakwerbung verzichtet werden. Stattdessen wurde auf den Plätzen der Logos der Teamname Benetton als Eigenwerbung platziert.

## Fahrer
Stammfahrer waren Giancarlo Fisichella sowie Alexander Wurz, als Test- und Ersatzfahrer wurden Hidetoshi Mitsusada, der den japanischen Internet-Provider MTCI als Sponsor mit ins Benetton-Team brachte, und Antonio Pizzonia nominiert. Am Ende der Saison wurde Wurz vom Team wegen schlechter Leistungen entlassen; Wurz ging daraufhin zu McLaren als Test- und Entwicklungsfahrer.

## Weitere Verwendung der Fahrzeuge
Ein Benetton B200 wurde in den Farben des Renault R202 umlackiert und bei der Pariser Autosalon 2002 ausgestellt.

## Sonstiges
Kurz nach Saisonstart wurde das komplette Team am 16. März 2000 für 120 Millionen US-Dollar an Renault verkauft. Renault würde 2001 als Motorenhersteller zurückkehren und Benetton ab 2002 als Renault ablösen.

## Ergebnisse
| Fahrer                          | Nr.                             | 1 | 2   | 3  | 4 | 5  | 6  | 7   | 8 | 9   | 10  | 11  | 12  | 13  | 14 | 15  | 16  | 17 | Punkte | Rang |
| ------------------------------- | ------------------------------- | - | --- | -- | - | -- | -- | --- | - | --- | --- | --- | --- | --- | -- | --- | --- | -- | ------ | ---- |
| Formel-1-Weltmeisterschaft 2000 | Formel-1-Weltmeisterschaft 2000 |   |     |    |   |    |    |     |   |     |     |     |     |     |    |     |     |    | 20     | 4.   |
| G. Fisichella                   | 11                              | 5 | 2   | 11 | 7 | 9  | 5  | 3   | 3 | 9   | DNF | DNF | DNF | DNF | 11 | DNF | 14  | 9  | 20     | 4.   |
| A. Wurz                         | 12                              | 7 | DNF | 9  | 9 | 10 | 12 | DNF | 9 | DNF | 10  | DNF | 11  | 13  | 5  | 10  | DNF | 7  | 20     | 4.   |

| Legende  | Legende            | Legende                                                          |
| Farbe    | Abkürzung          | Bedeutung                                                        |
| -------- | ------------------ | ---------------------------------------------------------------- |
| Gold     | –                  | Sieg                                                             |
| Silber   | –                  | 2. Platz                                                         |
| Bronze   | –                  | 3. Platz                                                         |
| Grün     | –                  | Platzierung in den Punkten                                       |
| Blau     | –                  | Klassifiziert außerhalb der Punkteränge                          |
| Violett  | DNF                | Rennen nicht beendet (did not finish)                            |
| Violett  | NC                 | nicht klassifiziert (not classified)                             |
| Rot      | DNQ                | nicht qualifiziert (did not qualify)                             |
| Rot      | DNPQ               | in Vorqualifikation gescheitert (did not pre-qualify)            |
| Schwarz  | DSQ                | disqualifiziert (disqualified)                                   |
| Weiß     | DNS                | nicht am Start (did not start)                                   |
| Weiß     | WD                 | zurückgezogen (withdrawn)                                        |
| Hellblau | PO                 | nur am Training teilgenommen (practiced only)                    |
| Hellblau | TD                 | Freitags-Testfahrer (test driver)                                |
| ohne     | DNP                | nicht am Training teilgenommen (did not practice)                |
| ohne     | INJ                | verletzt oder krank (injured)                                    |
| ohne     | EX                 | ausgeschlossen (excluded)                                        |
| ohne     | DNA                | nicht erschienen (did not arrive)                                |
| ohne     | C                  | Rennen abgesagt (cancelled)                                      |
| ohne     | keine WM-Teilnahme |                                                                  |
| sonstige | P/fett             | Pole-Position                                                    |
| sonstige | 1/2/3/4/5/6/7/8    | Punktplatzierung im Sprint-/Qualifikationsrennen                 |
| sonstige | SR/kursiv          | Schnellste Rennrunde                                             |
| sonstige | *                  | nicht im Ziel, aufgrund der zurückgelegten Distanz aber gewertet |
| sonstige | ()                 | Streichresultate                                                 |
| sonstige | unterstrichen      | Führender in der Gesamtwertung                                   |